# 1-ша бригада польських легіонів
1-ша бригада польських легіонів (пол. I Brygada Legionów Polskich) — піхотний загін польських легіонів (1914—1918).

## Історія
Перша бригада була сформована 19 грудня 1914 року у складі польських легіонів у Першій світовій війні. До жовтня 1916 року Першою бригадою командував Юзеф Пілсудський, а потім Маріан Жегота-Янушайтіс. Перша і Третя бригади були розформовані після кризи присяги 1917 року.

## Командири
- бригадир Юзеф Пілсудський (грудень 1914 — вересень 1916)
- полковник Казімеж Соснковський (вересень — жовтень 1916 р.)
- полковник Мар'ян Жегота-Янушайтіс (жовтень 1916 — березень 1917)

Начальник штабу:
- Підполковник / полковник Казімеж Соснковський